# 한충 (피겨스케이팅 선수)
한충(중국어 간체자: 韩聪, 정체자: 韓聰, 병음: Hán Cōng, 한자음: 한총, 1992년 8월 6일~)은 중화인민공화국의 피겨스케이팅 선수, 안무가로 쑤이원징과 조를 이뤄 페어 선수로 활동했다. 올림픽에서 금메달 1개(2022), 은메달 1개(2018)를 획득했고, 세계 선수권 대회에서 2회 우승(2017, 2019), 3회 준우승(2015, 2016, 2021) 그랑프리 파이널 1회 우승(2019-20) 4대륙 선수권 대회에서 6회 연속 우승을 달성했다.
주니어 선수 시절에는 세계 주니어 선수권 대회 3회 우승(2010, 2011, 2012), 주니어 그랑프리 파이널 1회 우승(2009-10)을 달성했다.
쑤이원징과 한충 조는 주니어와 시니어 선수 경력 모두 국제 빙상 연맹 공인 주요 국제 대회에서 우승하여 "슈퍼 슬램"을 달성한 최초의 페어 선수이다. 또한 페어 스케이팅 쇼트 프로그램과 합산 부문 세계 기록을 보유 중이며  경기에서 스로 쿼드러플 살코와 쿼드러플 트위스트를 성공시킨 유일한 조이다.

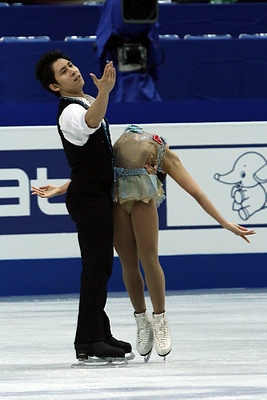
2014년 세계 선수권 대회 당시의 한충과 쑤이원징

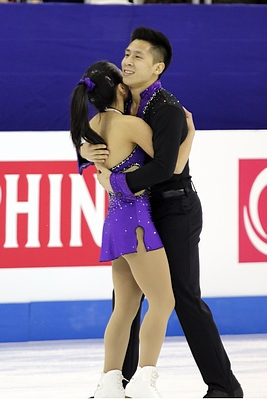
2015년 세계 선수권 대회 당시의 한충과 쑤이원징

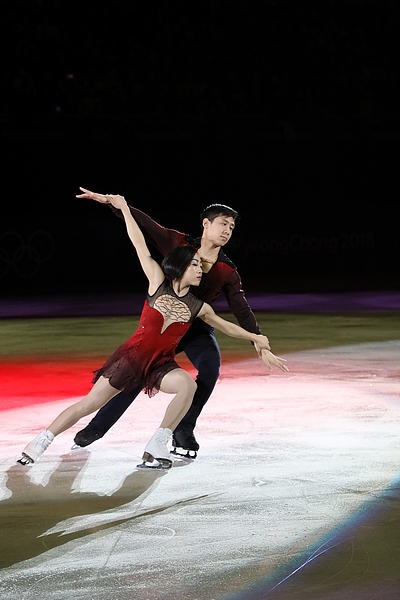
2018년 동계 올림픽 갈라쇼 당시의 한충과 쑤이원징

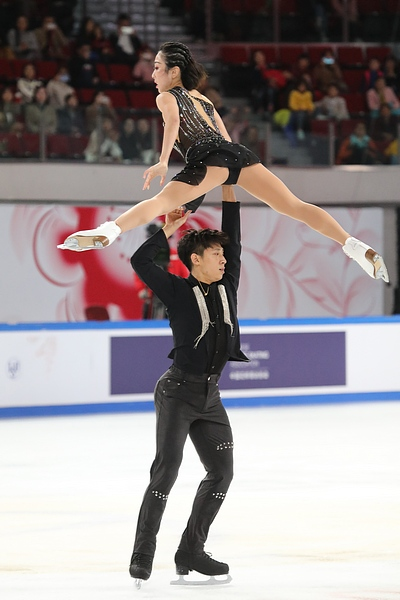
2019년 컵 오브 차이나 당시의 한충과 쑤이원징